# Vot per correu

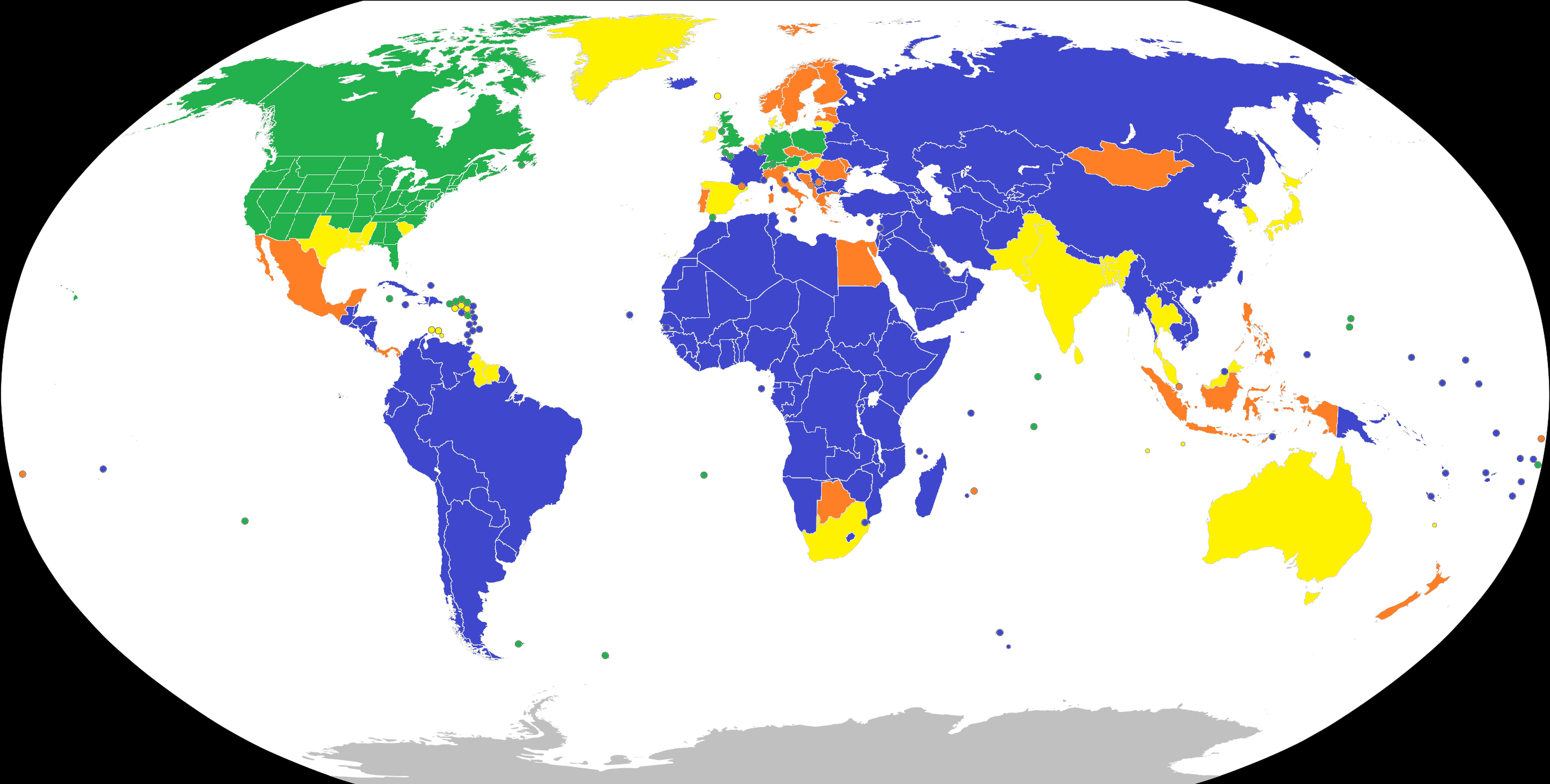
Ús del vot per correu arreu del món

El vot per correu, també anomenat vot per correspondència, vot postal o vot epistolar, és una de les modalitats de vot a distància. Descriu el mètode de votació a eleccions pel qual les paperetes es distribueixen als electors i/o es tornen per correu postal, en contrast amb l'assistència personal de l'elector a una mesa electoral i amb el sistema de vot electrònic. En molts països democràtics, aquest mètode de votació s'ofereix als votants únicament sota sol·licitud prèvia.
Beneficia a les persones que no poden assistir en persona als llocs on votar, bé sigui per una discapacitat física o per incapacitat econòmica.
D'altra banda, es plantegen dubtes sobre si el vot per correu compleix les garanties del sufragi secret, ja que la gent llança el seu vot fora de la seguretat d'una mesa electoral.

## Vot per correu a Espanya
El vot per correu en les eleccions fetes a Espanya es pot sol·licitar quan es dissolen les càmbres legislatives per a les eleccions, segons la Llei Orgància de Règim Electoral (LOREG) General. És una opció de votar més que no té ningun caràcter d'extraordinari.
El dret a votar per correu ha tingut una gran polèmica a Espanya. Les eleccions locals i autonòmiques de maig de 1991 van patir frau electoral i ha sigut objecte de reformes de la LOREG i sentències.